# باشگاه فوتبال اینگولشتات ۰۴
باشگاه اینگولشتات ۰۴ (به آلمانی: Fußball-Club Ingolstadt 04 e.V.) یک باشگاه فوتبال آلمانی است که در شهر اینگولشتات قرار دارد و در سال ۲۰۰۴ تأسیس شده‌است. ورزشگاه اختصاصی این تیم آئودی اسپورت پارک است که در سال ۲۰۱۰ افتتاح گردید. 